# Temur-Stepania-Stadion
Das Temur-Stepania-Stadion (georgisch თამაზ სტეფანიას სტადიონი / tamas stepanias stadioni) ist ein Fußballstadion in der georgischen Stadt Bolnissi. Es wird vom heimischen Fußballverein Sioni Bolnissi als Heimspielstätte genutzt und bietet gegenwärtig 3.400 Sitzplätze.
Die Anlage besteht aus zwei Tribünen, eine Haupt- sowie eine Gegentribüne, welche bei Ligaspielen über eine Kapazität von 3.400 Plätzen und bei internationalen Spielen über eine Kapazität von 3.242 Plätzen verfügen, die sich, bei internationalen Spielen, aus 3.220 Sitz-, 22 Medien- sowie 20 VIP-Plätzen zusammensetzt.

## Zuschauerschnitt
| Zuschauerschnitt | Zuschauerschnitt |
| ---------------- | ---------------- |
| Saison 2004/05   | 769              |
| Saison 2003/04   | 1.770            |
| Saison 2002/03   | 1.138            |
| Saison 2001/02   | 1.280            |